# Taeniophyllum pachyacris
Taeniophyllum pachyacris är en orkidéart som beskrevs av Rudolf Schlechter. Taeniophyllum pachyacris ingår i släktet Taeniophyllum och familjen orkidéer. Inga underarter finns listade i Catalogue of Life.